# Längenuhr

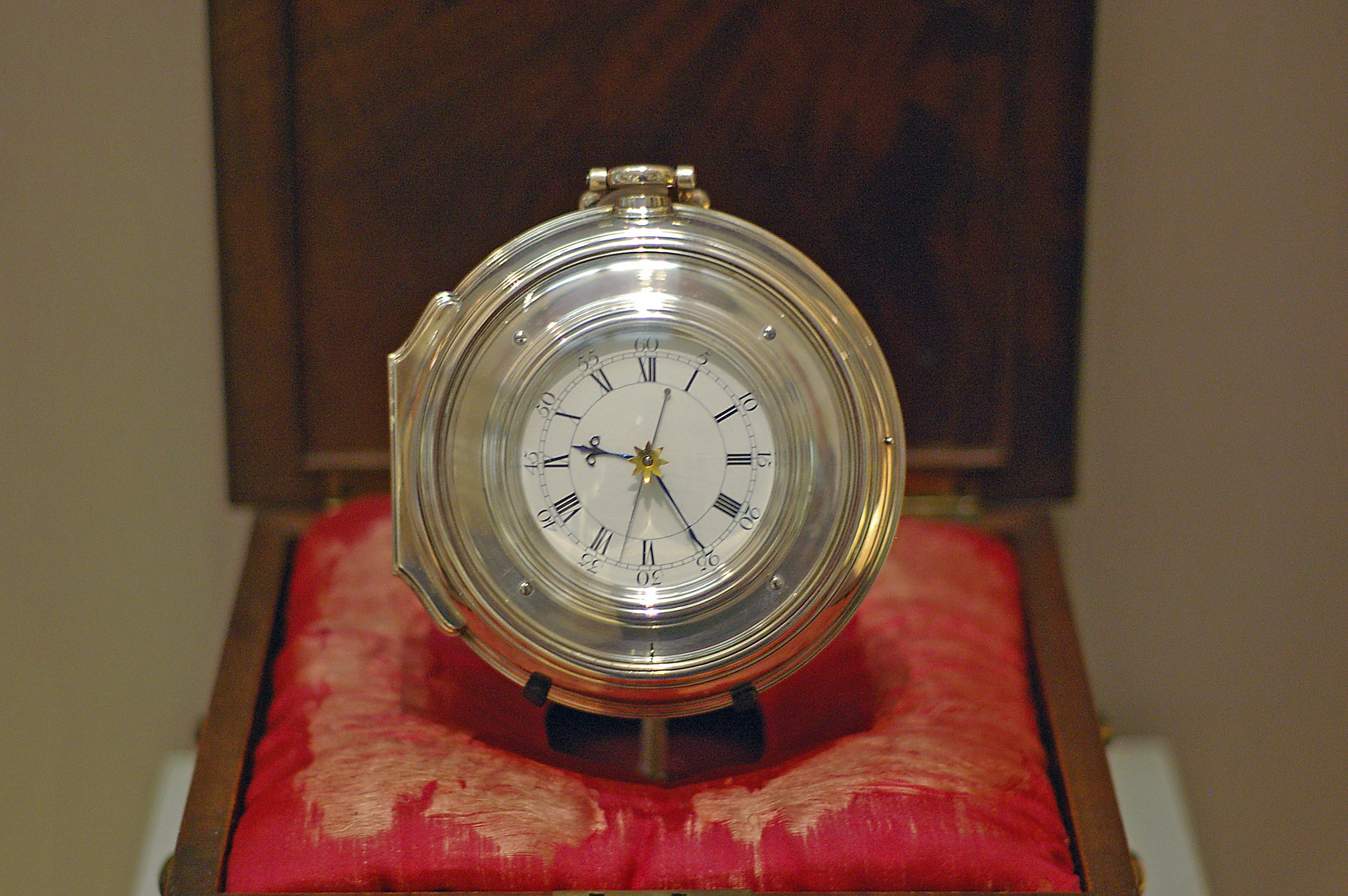
John Harrisons Schiffschronometer H5, Science Museum, London

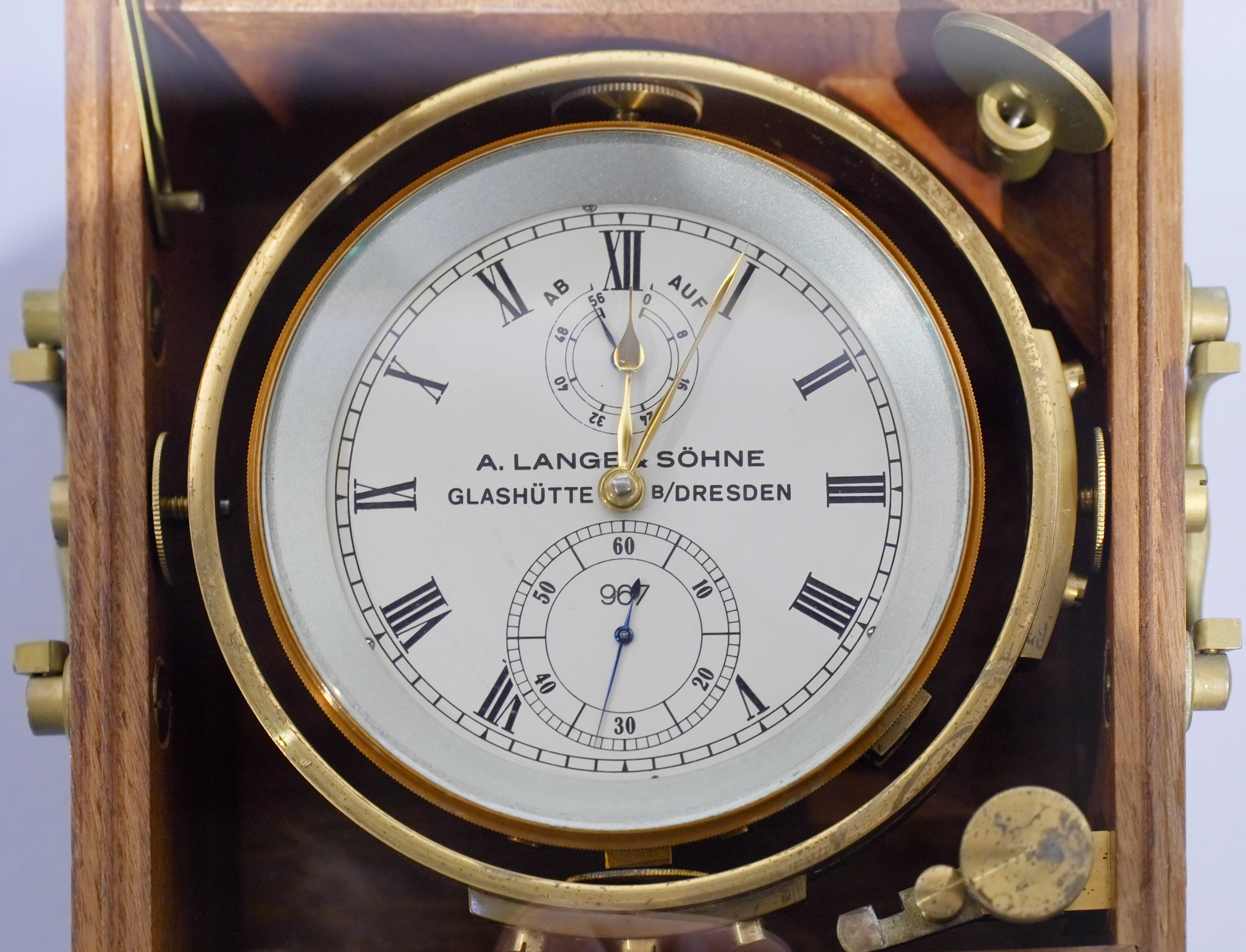
Marinechronometer der Firma A. Lange & Söhne, Glashütte (1948), GeoForschungsZentrum, Potsdam

Als Längenuhr, Marinechronometer, Schiffschronometer oder auch Schiffsuhr werden die Chronometer bezeichnet, die zur Bestimmung der geographischen Länge benutzt wurden. Durch die Einführung dieses Instruments war die Bestimmung des Längengrades auf hoher See erstmals mit hinreichender Genauigkeit möglich.

## Funktionsweise
Die Drehung der Erde führt zu einer scheinbaren Bewegung der Himmelskörper (Sonne, Sterne, Mond) am Firmament. Da sich die Erde in einer bestimmten Zeit um einen bekannten Betrag dreht, steht der Zeitunterschied solcher Ereignisse an den jeweiligen Beobachtungsorten in einem festen Verhältnis zum Längenunterschied ihrer Positionen.
Der genaue Zeitpunkt solcher Ereignisse (wie etwa der Mittagsdurchgang der Sonne durch den Meridian) ist somit vom Standort des Beobachters auf dem Globus abhängig – und zwar ausschließlich von dessen Längengrad, also seiner Versetzung in Ost-West-Richtung. Mit Hilfe eines Chronometers wird der Zeitunterschied eines solchen Ereignisses am Beobachtungsort mit dem Zeitpunkt an dem Ort festgestellt, für den sowohl Längengrad als auch Zeitpunkt dieses Ereignisses genau bekannt sind. Dazu muss das Chronometer mit der Zeit des bekannten Ortes synchronisiert sein.
Aus dem beobachteten Zeitunterschied kann dann der Längenunterschied errechnet werden:

Da der Sonnentag, definiert als eine vollständige scheinbare Umdrehung der Sonne am Himmel (360 Grad), im Mittel 24 Stunden bzw. 1440 Minuten dauert, ergibt sich ein Zeitunterschied von exakt vier Minuten je Grad Längenunterschied. Ein Schiff, dessen Ortszeit gegenüber der eines definierten Nullmeridians (beispielsweise desjenigen von Greenwich) genau 48 Minuten nachgeht, wäre also zwölf Grad westlich von diesem Nullmeridian.
Eine Gangabweichung der Uhr verursacht dabei jedoch Ungenauigkeiten in der Bestimmung der Zeit am Nullmeridian und damit der Länge – es ist nicht festzustellen, welcher Anteil am Zeitunterschied auf die erreichte geographische Position und welcher auf die bis dahin erreichte Abweichung der Uhr zurückzuführen ist. Da Seereisen mitunter mehrere Wochen oder Monate dauern konnten, war eine Navigation nach dieser Methode demnach erst möglich, als hinreichend genau gehende Uhren produziert werden konnten.

## Geschichte
Das Problem der Längenbestimmung auf hoher See beschäftigte jahrhundertelang alle Nationen mit hochseetauglichen Schiffen. So wurde in England 1714 ein Preisgeld zur Lösung des Längenproblems ausgesetzt, allerdings scheiterten alle früheren Konzepte an ihrer mangelnden Praxistauglichkeit.
Vehementer Kämpfer für das Konzept der Längenuhr auf Seereisen und Erbauer der ersten Uhren mit ausreichender Ganggenauigkeit war John Harrison. Bereits 1735 stellte er eine erste Uhr H1 vor, konnte sich mit seinem Konzept aber erst 1759 mit seinem vierten Modell H4 auf breiterer Basis durchsetzen. 
Die durchgängige Ausstattung von Schiffen mit Längenuhren begann in England in den späten Jahren des 18. Jahrhunderts und war erst um 1840 vollständig abgeschlossen. Ab 1829 installierte man in vielen Häfen Zeitbälle, um die Uhrenüberprüfung zu erleichtern, die meisten wurden in den 1920ern wieder abgerissen, seit 1907 gab es Zeitzeichensender.
Heute findet die Positionsbestimmung auf Schiffen hauptsächlich mittels Satellitennavigation statt. Mechanische Schiffsuhren sind üblicherweise nicht mehr in Gebrauch, sondern erfüllen heute rein dekorative Zwecke. Im Studium der Nautik wird aber Astronavigation, einschließlich der Bestimmung der Länge mittels Zeitmessung und Sonnenbeobachtung, weiterhin gelehrt.